# Candia dei Colli Apuani
Candia dei Colli Apuani ist der Name eines Weinanbaugebiets im Nordwesten der Region Toskana in Italien. Am Fuß der Apuanischen Alpen werden in der Provinz Massa-Carrara Weiß-, Rot-, Rosé-, Perl-, Süßweine hergestellt. Die Weine besitzen seit dem 27. Januar 1981 den Status einer „kontrollierte Herkunftsbezeichnung“ (Denominazione di origine controllata – DOC), die zuletzt am 7. März 2014 aktualisiert wurde.

## Anbau
Das Gebiet liegt innerhalb der Gemeinden Carrara, Massa und Montignoso in der Provinz Massa-Carrara.

## Erzeugung
Die DOC-Appellation erlaubt die Herstellung der folgenden Weinarten aus den aufgeführten Rebsorten:
- Candia dei Colli Apuani Bianco, auch als Perlwein „frizzante“ (Verschnittwein weiß, trocken und lieblich): 70–100 % Vermentino bianco und 0–30 % andere weiße Rebsorten, die zum Anbau in der Toskana zugelassen sind.
- Candia dei Colli Apuani Vin Santo (Süßwein): 70–100 % Vermentino bianco und 0–30 % andere weiße Rebsorten, die zum Anbau in der Toskana zugelassen sind.
- Candia dei Colli Apuani bianco Vendemmia tardiva (Verschnittwein – weiße Spätlese): 70–100 % Vermentino bianco und 0–30 % andere weiße Rebsorten, die zum Anbau in der Toskana zugelassen sind.
- Candia dei Colli Apuani Vermentino bianco: 85–100 % Vermentino bianco und 0–15 % andere weiße Rebsorten, die zum Anbau in der Toskana zugelassen sind.
- Candia dei Colli Apuani rosso (Verschnittwein rot): 60–80 % Sangiovese und 0–20 % Merlot und 0–20 % andere rote Rebsorten, die zum Anbau in der Toskana zugelassen sind.
- Candia dei Colli Apuani rosato (Verschnittwein rosé): 60–80 % Sangiovese und 0–20 % Merlot und 0–20 % andere rote Rebsorten, die zum Anbau in der Toskana zugelassen sind.
- Candia dei Colli Apuani Vermentino nero: 85–100 % Vermentino nero und  0–15 % andere rote Rebsorten, die zum Anbau in der Toskana zugelassen sind.
- Candia dei Colli Apuani rosato Vermentino nero: 85–100 % Vermentino nero und  0–15 % andere rote Rebsorten, die zum Anbau in der Toskana zugelassen sind.
- Candia dei Colli Apuani Barsaglina oder Massaretta: 85–100 % Barsaglina und  0–15 % andere rote Rebsorten, die zum Anbau in der Toskana zugelassen sind.

## Klima
Das Klima der Region ist mild, aber feucht.
|                       | Jan  | Feb  | Mär  | Apr  | Mai  | Jun  | Jul  | Aug  | Sep  | Okt  | Nov  | Dez  |   |      |
| Mittl. Tagesmax. (°C) | 10,9 | 11,6 | 14,3 | 17,5 | 21,6 | 26,0 | 28,0 | 27,5 | 25,0 | 21,0 | 15,7 | 12,3 | ⌀ | 19,3 |
| Mittl. Tagesmin. (°C) | 3,6  | 4,3  | 6,3  | 9,4  | 12,8 | 16,0 | 18,7 | 18,5 | 15,8 | 12,1 | 8,0  | 5,0  | ⌀ | 10,9 |
|                       |      |      |      |      |      |      |      |      |      |      |      |      |   |      |
| Niederschlag (mm)     | 152  | 118  | 130  | 87   | 129  | 52   | 24   | 39   | 117  | 185  | 175  | 167  | Σ | 1375 |

| 3,6 |

| 4,3 |

| 6,3 |

| 9,4 |

| 12,8 |

| 16,0 |

| 18,7 |

| 18,5 |

| 15,8 |

| 12,1 |

| 8,0 |

| 5,0 |

| 3,6 |

| 4,3 |

| 6,3 |

| 9,4 |

| 12,8 |

| 16,0 |

| 18,7 |

| 18,5 |

| 15,8 |

| 12,1 |

| 8,0 |

| 5,0 |

| N i e d e r s c h l a g | 152 | 118 | 130 | 87  | 129 | 52  | 24  | 39  | 117 | 185 | 175 | 167 |
|                         | Jan | Feb | Mär | Apr | Mai | Jun | Jul | Aug | Sep | Okt | Nov | Dez |